# Museo del Ferrocarril de Galicia
El Museo del Ferrocarril de Galicia (MUFERGA, en gallego: Museo do Ferrocarril de Galicia) está situado en la ciudad de Monforte de Lemos, en la provincia de Lugo. Fue inaugurado en el año 2001.

## Instalaciones
Se sitúa en las antiguas instalaciones ferroviarias de la estación de Monforte de Lemos, en lo que fue el antiguo taller de tracción y la instalación del depósito de locomotoras, edificación más conocida por el nombre de "rotonda ferroviaria" y que ha sido declarada por la Unión Europea como "edificio destacado del patrimonio industrial europeo". Actualmente es la edificación de este tipo de mayores dimensiones que se encuentra en España y la única de Galicia. 
Aparte de estos dos edificios, aún se conservan el antiguo taller donde se encontraba el torno, la antigua fragua y el edificio de los dormitorios para ferroviarios. A noviembre de 2015, la fragua y el taller de torno están siendo restaurados.

## Colección
En el museo se pueden encontrar piezas ferroviarias que son auténticas joyas del patrimonio ferroviario de España y que se encuentran todas en perfecto estado operativo. 
Entre la colección de locomotoras podemos encontrar las locomotora eléctrica 269.601, locomotora que en 1991 fue precursora de la alta velocidad en España alcanzando en pruebas los 241 km/h, también podemos ver la locomotora eléctrica 7722 de fabricación inglesa y que formaba parte de una serie de 75 unidades y que fueron las encargadas de inaugurar la electrificación de la línea Palencia-La Coruña. 
En tracción diésel podremos ver la locomotora 10806 conocida popularmente como "Ye Ye" y también un ejemplar de la serie de locomotoras más mítica de Galicia, las 1800, esta serie de 24 unidades de fabricación norteamericana y hermanas de las 1600 fue destinada íntegramente a Galicia en 1958 para progresivamente sustituir a las locomotoras de vapor en sus cometidos y con el paso de los años se adueñaron del 100% de la red gallega sin electrificar. En el museo se conserva la 1812. Y para los amantes de las tracción vapor también está un ejemplar de las míticas "Mikado", concretamente la 141F 2111.
Aparte de estas locomotoras podremos encontrar gran variedad de material remolcado, principalmente material convencional ya que en el Museo del Ferrocarril de Galicia se encuentra la mayor colección de coches de viajeros históricos de toda España.

## Ferrocarril patrimonial
En enero de 2023 firmó un acuerdo con ALSA Rail para la recuperación y puesta en marcha del tren histórico denominado “Tren Galaico Expreso”, que en tiempos recorrió, entre otros, la Ribeira Sacra entre Orense y Monforte de Lemos.